# Casa mia (programma televisivo)
Casa mia è stato un programma televisivo italiano di genere game show, trasmesso da Canale 5 per un'unica sola stagione, nella fascia del mattino nella stagione televisiva 1989-1990, condotto da Lino Toffolo e Gino Rivieccio. La regia era di Franco Bianca. I due conduttori erano entrambi reduci di altri due precedenti programmi televisivi, che erano stati chiusi da poco : Rivieccio aveva condotto il game show Cantando cantando sempre con la partecipazione del trio Ro.Bo.T., mentre Toffolo proveniva dall'ormai concluso fortunato quiz Tuttinfamiglia che aveva presentato per due stagioni fino a giugno dello stesso anno e di cui nell'estate erano andate in onda le repliche.

## Storia
Il programma prevedeva una sfida tra due nuclei familiari, che si affrontavano in varie prove (alcune delle quali di carattere musicale) nell'arco di un'intera settimana. Durante la loro partecipazione, i concorrenti potevano accumulare complementi d'arredo per un massimo di nove milioni di lire.
Il quiz vedeva la partecipazione del gruppo musicale Ro.Bo.T., formato da Rosanna Fratello, Bobby Solo e Little Tony, e di Wilma Goich.
Nel cast della trasmissione era presente anche Rossana Fracassini, in qualità di valletta.